# كاثلين فاولر
كاثلين فاولر (بالإنجليزية: Kathleen Fuller)‏ (11 سبتمبر 1967، ليتل روك في الولايات المتحدة)؛ روائية أمريكية.